# 김휘찬
김휘찬(金彙贊, 1950년 11월 30일 ~ )은 대한민국의 제7대 경상북도 군위군의원이었다.

## 학력
- 군위국민학교 졸업
- 군위중학교 졸업
- 대구농업마이스터고등학교 졸업
- 대구대학교 행정학과 졸업

### 비학위 수료
- 경북대학교 경영대학원 최고경영자과정 수료

## 경력
- 농협 중앙회 운영위원
- 군위읍 초대 청년회장
- 군위군 농업협동 조합장
- 대구지방법원 의성지원 조정위원
- 대구지방검찰청 의성지청 범죄예방위원회 위원
- 2017.04 ~ 2018.04 제7대 경상북도 군위군의회 의원
- 2017.04 ~ 2018.04 제7대 경상북도 군위군의회 후반기 예산결산특별위원회 위원
- 2017.11 ~ 2017.11 제7대 경상북도 군위군의회 행정사무감사특별위원회 위원
- 2018.04.16 자유한국당 탈당

## 역대 선거 결과
|  | 18.81% |

|  | 0% |

|  | 47.67% |